# Хмарочоси України

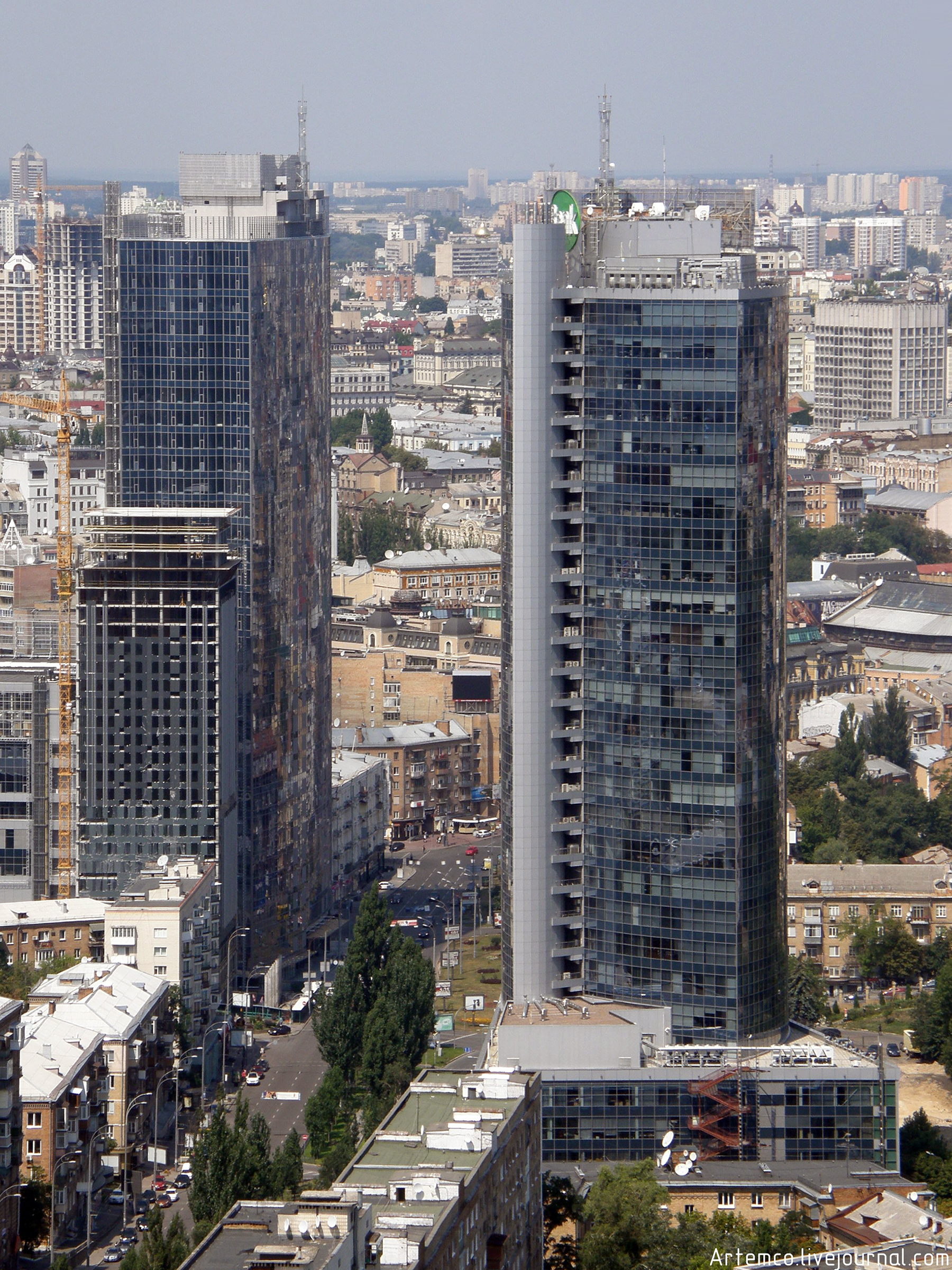
Парус і Gulliver в Києві

Хмарочоси в Україні — висотні будівлі житлового та офісного призначення на території України. До 2009 року в Україні хмарочосами вважали будівлі вищі від 74 метрів, тепер — від 100 метрів.
Найбільші міста зі скупченням хмарочосів — це Київ, Дніпро, Донецьк, Одеса, Харків.
Перший хмарочос на території України було збудовано в Києві 1912 року, це був 12-поверховий Хмарочос Гінзбурга (67,5 м), наступними великим стрибком у висотне будівництво стали харківські висотки: 13-поверховий Держпром (1928 рік) і 14-поверховий Дім Проєктів (1932 рік) заввишки 68 і 68,5 метрів відповідно.
За часів УРСР було заборонено споруджувати житлові будинки з умовною висотою (рівнем підлоги останнього житлового поверху) вище від 73,5 м, але 5 хмарочосів збудували всупереч закону — Будинок торгівлі, Готель «Турист» і Будинок МЦА в Києві, і дві висотки масиву «Перемога» у Дніпрі. Також у радянські часи почали будувати ще декілька хмарочосів: Київський телецентр і Будинок Міністерства меліорації УРСР у Києві й Готель «Парус» у Дніпрі. Телецентр удалося добудувати вже 1992 року, Будинок Міністерства меліорації УРСР добудували 2006-го у вигляді апеляційного міського суду, а будівництво Готелю Парус у Дніпрі остаточно припинили 1995 року, залишивши в готовності на 80 %.
Стрибок у висотне будівництво почався наприкінці 1990-х років, коли закон про антивисотне будівництво було визнано недійсним, і економіка держави дала змогу споруджувати будівлі великого масштабу; відтоді в країні збудували більше ніж 30 будинків вищих за 100 метрів.
У планах залишається будівництво в країні хмарочосів заввишки понад 300 метрів, вели будівництво 214-метрового БФК «Sky towers», наразі будівництво призупинено.
Станом на 2020 рік Київ знаходиться на 8-му місці у світі за кількістю хмарочосів із 1222 будівлями вище 35 метрів (12 поверхів). Також у серед 30 найкращих є Харків. Київ за кількістю таких будинків обігнав Лондон (1 109), Москву (571) та Лос-Анджелес (643).

## Історія хмарочосів України

### Дзвіниці

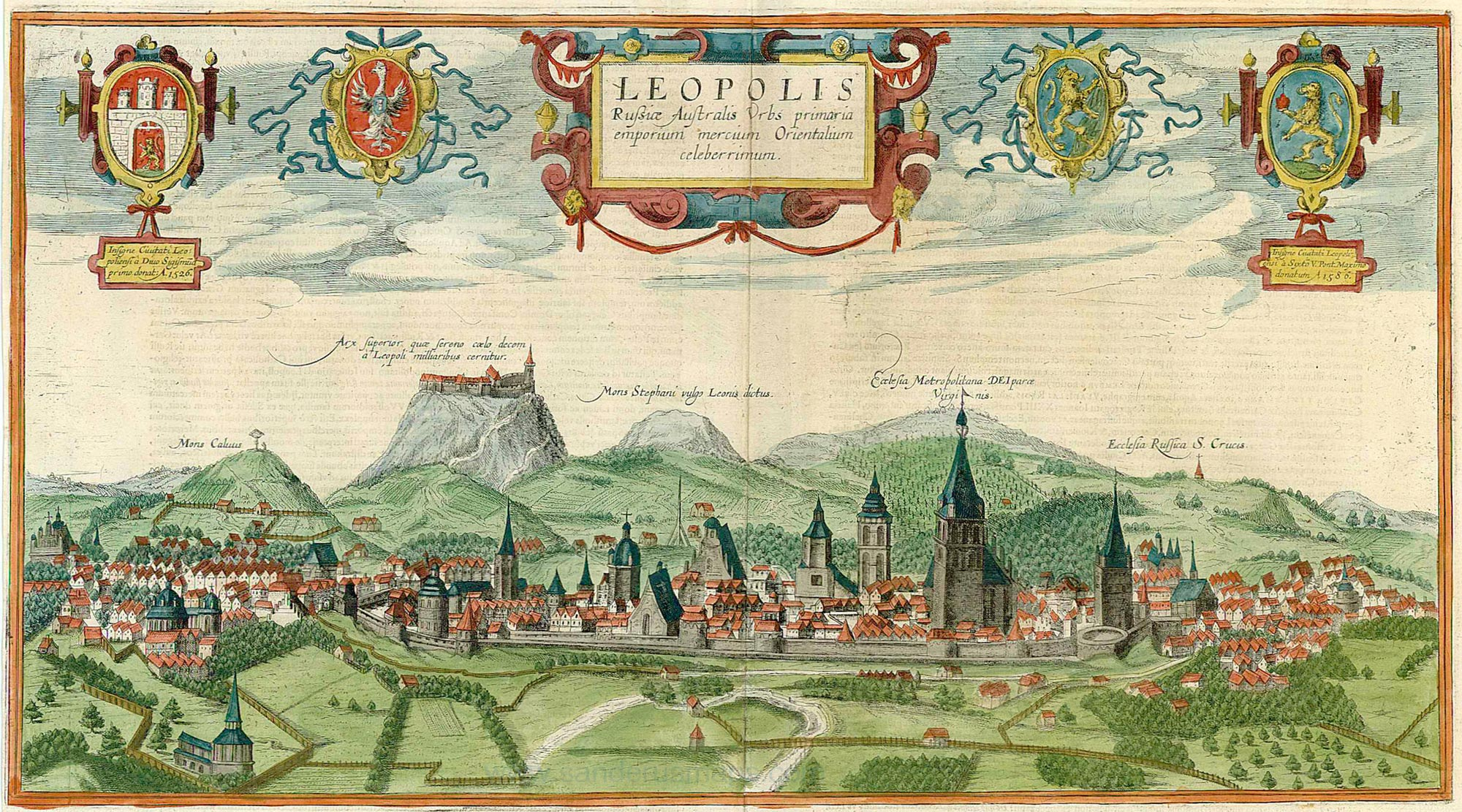
Панорама Львова (1618 рік)

Історія хмарочосів України почалася 110 років тому, але висотне будівництво в Україні освоїли ще в XIV столітті. Першими спорудами-хмарочосами України були не будинки, а дзвіниці.

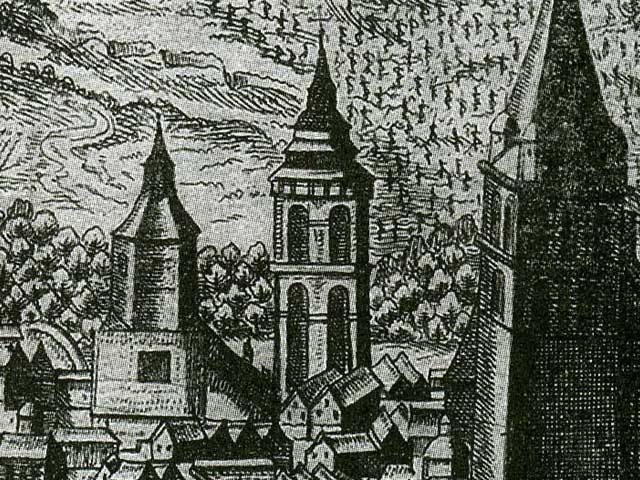
В центрі — «Вежа Корнякта», ліворуч — дзвіниця Латинського собору (1618 рік)

Перша висотна дзвіниця на території сучасної України з'явилась у Львові, це була вежа Корнякта, частина архітектурного ансамблю Успенської церкви. Після добудови 4-го ярусу в 1695 із загальною висотою 65,8 м стала найвищою спорудою України. Навіть сьогодні споруда лишається однією з найвищих у місті. У вежі розміщено відомий дзвін — «Кирило», що у свій час був найбільшим дзвоном Галичини.
У Києві першою «висоткою» стала відома Велика лаврська дзвіниця — 97-метрова споруда, яку зведено 1745 року, будівництво «висотки» тривало 13 років. Ще одну київську висотну дзвіницю збудували в 1744–1748 роках для Софійського собору, з прибудованим в 1851-1852 роках четвертим ярусом Софійська Дзвіниця має 76 метрів заввишки.

Велика лаврська дзвіниця (1860-ті роки)

Також висотну дзвіницю збудували у 1821–1844 роках у Харкові, це була дзвіниця Успенського собору заввишки 89,5 метрів. До 2006 року вона була найвищою будівлею Харкова, а нині є другою за висотою дзвіницею в Україні. Ще одну високу дзвіницю висотою 80 метрів звели у місті протягом 1888-1901 років при Благовіщенському соборі.
1899 року в Києві розгорнули грандіозний проєкт — збудувати в Троїцькому монастирі на Звіринці найвищу в Російській імперії дзвіницю. Запланована висота споруди становила 110 метрів, але через безліч різних причин (загалом через протести Києво-Печерських монахів і Першу Світову війну) цю дзвіницю так і не добудовали. Збудували лише перший ярус, який пізніше розібрали на будматеріали.
Дивись також: Список найвищих дзвіниць і храмів України

### Перші хмарочоси (1901—1940)

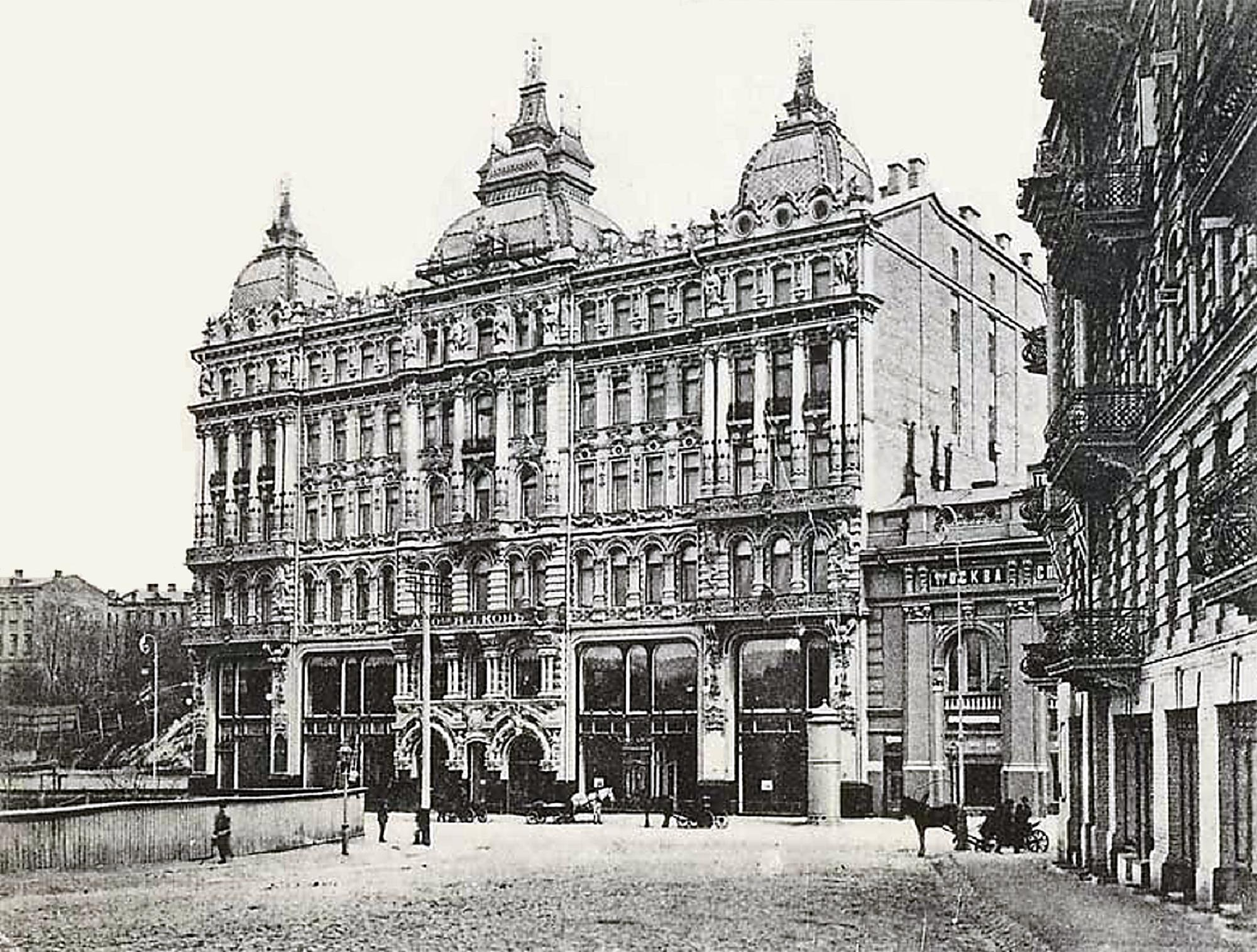
Київський Париж (1903 рік)

Уперше висотний будинок на території України було збудовано в 1900—1901 роках у Києві, це був «Київський Париж» — 8-поверховий «хмарочос» (6 основних, мансардний і підземний), що зі шпилем мав 46 метрів заввишки. У цій будівлі вперше в Україні встановили ліфт. Будівлю використовували як прибутковий будинок, власником і забудовником якої був будівельник-підрядчик Лев Борисович Гінзбург.
Уже 1912 року поблизу «Київського Парижу» Гінзбург збудував справжній хмарочос — Хмарочос Гінзбурга. Архітекторами були одесити Адольф Мінкус і Федір Троупянський. 12-поверховий будинок по-справжньому вирізнявся на тлі міста, зі шпилем мав 67,5 метрів заввишки.Хмарочос вражав своєю новизною, він мав 94 квартири, близько 500 кімнат, торговий центр на першому поверсі й ковані надсучасні на той час ліфти. Крім своєї 67-метрової висоти, будинок здавався ще вищим, адже стояв на пагорбі.

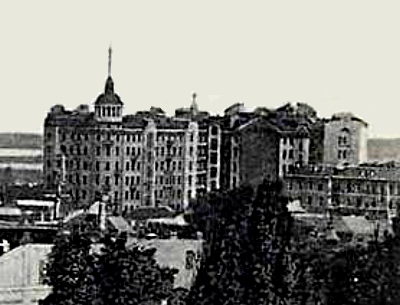
Хмарочос Гінзбурга — перший «хмарочос» України (1910-ті роки)

Будівля була настільки дивовижна й висока, що паломники з інших міст молилися перед спорудою, уважаючи, що це якийсь храм. У часи Німецько-радянської війни у «хмарочосі» мешкав розвідник-підпільник Іван Кудря. До нашого часу будинок не вцілів, його підірвали 24 вересня 1941 року війська червоної армії, а повністю розібрали на початку 1950-х років, будуючи готель «Україна».
1921 року спорудили «перший львівський хмарочос» — Будинок Шпрехера, це був 7-поверховий прибутковий будинок. Його власником був найбагатший львівський бізнесмен Йона Шпрехер. Це перший будинок у Львові, що його обладнано було двома швидкісними електричними ліфтами.
Ще один багатоповерховий будинок збудували в Києві до Другої світової війни, це був відомий Будинок Кабінету Міністрів України, що має 10 поверхів і 58-метрову висоту (67 метрів зі шпилем). Будівництво споруди тривало 1936—1938 роки, головний архітектор був Іван Олександрович Фомін. Ця будівля досі лишається найбільшою та однією з найвищих адміністративних споруд у місті. Вона є перша висотка «сталінського ампіру». До 1991 року в ній перебував Раднарком УРСР.
Останньою «довоєнною» висоткою став київський 10-поверховий конструктивістський Будинок УВО на Арсенальній площі, збудований за планом українського архітектора Йосипа Каракіса в 1934—1940 роках. Висота будівлі сягала приблизно 35 метрів.
Дивись також: Хронологія хмарочосів України

### Харків— велетень конструктивізму (1928—1941)
Великим кроком у висотне будівництво стало спорудження трьох «харківських висоток» на майдані Дзержинського в тодішній столиці УРСР — Харкові.

Харківський скайлайн під час виставки військової техніки (1944)

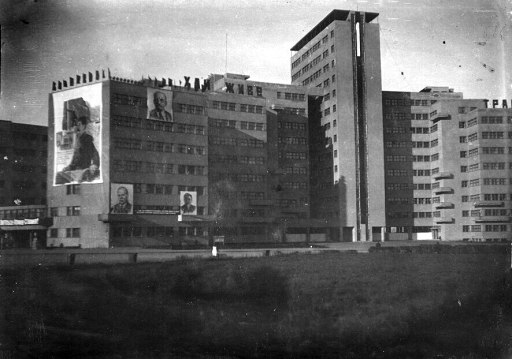
Дім Проєктів (1930-ті роки)

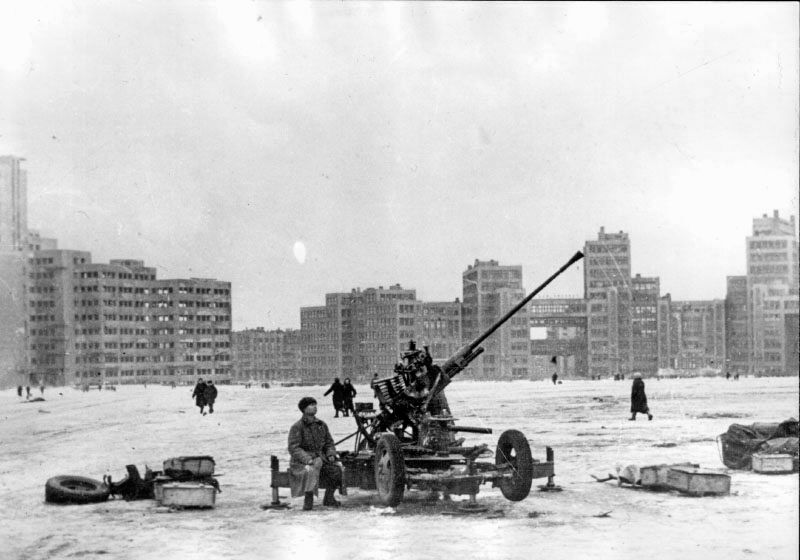
Радянський зенітник патрулює небо біля Держпрому (1943 рік)

Усе почалося 1926 року, коли почали закладати Держпром — «перший харківський хмарочос». Споруджували цей гігантський комплекс за допомогою примітивних засобів: лопат, носилок, тачок. Уже 1928 року Держпром був готовий, він вражав своїм масштабом — 13 поверхів, 68 метри заввишки і 12 ліфтів. Десятки письменників описували цю будівлю у своїх творах.
1932 року закінчили споруджувати Будинок Проєктів (сьогодні — головний корпус ХНУ імені В. Н. Каразіна). Проєкт хмарочоса виграв архітектурний конкурс із назвою «Наздогнати і обігнати». Споруджена будівля височіла ще вище, ніж Держпром (мала 68,5 метрів заввишки і 14 поверхів). Після пошкоджень за часів Другої світової війни будівлю реконструювали, позбавивши свого першопроєктного конструктивістського вигляду. До 1952 року будівля залишалася найвищим хмарочосом у СРСР, поки в Москві не збудували житловий будинок на Котельнічній набережній.
Третю «висотку» — Дім Кооперації — закінчили будувати лише 1954 року, цьому посприяло часткове зруйнування в часи Другої світової війни. Споруда має 12 поверхів і майже 60-метрову висоту. Першопроєктно планували, що в будівлі розміститься «Будинок Уряду України». Але було віддано «Управлінню сільського господарства». З 1934 напівзбудований «хмарочос» віддали військово-господарській академії. На самому початку XXI ст. будівлю було передано під північний корпус ХНУ ім. В. Н. Каразіна.
Ще одну конструктивістську висотку, яка не входить до «трьох харківських», будували в 1932—1936 роках, це був готель «Харків» (8 поверхів; ~45 м заввишки), архітектор будівлі був Г. О. Яновицький.
Харків можна вважати першим містом України де з'явився «скайлайн» хмарочосів. Усі чотири будівлі (у першоплановому вигляді) мали конструктивістський архітектурний стиль. Міський майдан мав найурбаністичніший вигляд з усього СРСР.

### Висотки початку повоєнної відбудови (1943—1953)
Під час Другої світової війни, 1941 року, коли німецькі війська зайняли Київ, радянські війська у відступі повністю підірвали Хрещатик та інші вулиці, і вже 1943 року, після того, як місто відбила червона армія, почали відбудовувати.
Першими висотками повоєнних часів стали: 9-поверхова «башта зі шпилем» на вул. Хрещатик 13/2 (1950—1951 років побудови), 11-поверхівки на Хрещатику 23 і 27, збудовані в 1952—1953 роках, і 11-поверховий будинок на вулиці Кловський узвіз,17, збудований 1953 року. Усі вони мали висоту близько 35-40 метрів.

### «Сталінські висотки» в Україні (1954—1961)

Висотний житловий будинок по Хрещатику, 25 (1957 рік)

Під час післявоєнної відбудови міст СРСР були й винятки, коли у великих радянських містах почали з'являтися «сталінські висотки» — багатоповерхівки в стилі «сталінського ампіру». Найбільшого висотного будівництва зазнала Москва, але й у містах України з'явилися три висотки: Висотний житловий будинок по Хрещатику, 25, Готель «Москва» і Будинок зі шпилем.
Першу висотку «сталінського ампіру» на території УРСР збудували у 1950—1954 роках у Харкові, це був Будинок зі шпилем. Висотка має 11 поверхів і високу башту з шпилем. До 1967 року до «висотки» добудували ще дві житлові будівлі. Сьогодні ця споруда входить до «Сімки архітектурних чудес Харкова».

Готель «Москва» (нині Готель «Україна»)

Першою «сталінською висоткою» відбудови Хрещатика у Києві став Висотний житловий будинок по Хрещатику, 25, що будували його з1953 по 1954 рік. Комплекс мав уже 15 поверхів, башту і шпиль заввишки приблизно 73 метри з баштою, і 85 — з шпилем.
Найвищою спорудою України міг стати київський Готель «Москва» (з 2001 року — готель «Україна»), що за проєктом мав бути 21-поверховим, і досягти висоти в 120—150 метрів, але за наказом Ради СРСР надлишки архітектури було заборонено, тож проєкт готелю «Москва» обрізали.
1954 року готель почали споруджувати аж до 1961 року. В обрізаному варіанті готель досяг тільки 16 поверхів і 66-метрової висоти. Будівля й сьогодні прикрашає головний столичний майдан — Майдан Незалежності.
У планах ексголовного архітектора Києва Сергія Бабушкіна залишилась ідея реконструкції готелю, на місці готелю «Україна» передбачено звести хмарочос заввишки близько 210 метрів — 67 надземних і 7 підземних рівнів.

### Готелі-хмарочоси (1970—1989)

Готель «Турист» (2009 рік)

Новим кроком України у висотне будівництво стало спорудження сучасних багатоповерхових готелей.
Першим таким «хмарочосом» став збудований 1970 року, тризірковий Готель «Либідь» в Києві. Готель має 19 поверхів і 62 метри заввишки. Будівля стала символом сучасності столиці УРСР, світлини хмарочоса друкували в київських туристичних довідниках і листівках.
Загалом у Києві за 1972—1989 роки збудували ще декілька висотних готелів: Готель «Славутич» (17 пов; 58 м), Готель «Київ» (22 пов; 80 м), Готель «Русь» (22 пов; 70 м), Готель «Спорт» (23 пов; 85 м).
Надалі в багатьох обласних центрах і великих містах УРСР споруджували схожі будівлі:
- 1976 року — 17-поверховий, 62-метровий Готель «Ялта» в Ялті.[24]

- 1977 року — 16-поверховий, 58-метровий Готель «Маяк» у Макіївці.

- 1979 року — 15-поверховий, 55-метровий Готель «Закарпаття» в Ужгороді.

- 1980 року — 21-поверховий, 70-метровий Готель «Градецький» у Чернігові.

- 1986 року — 19-поверховий, 81-метровий Готель «Луганськ» у Луганську.

Найвищим готелем, збудованим за радянських часів, став 27-поверховий «Турист», хмарочос заввишки 93 метри. Будували готель з 1970 по 1987 рік, на його будівництво було витрачено 11 млн карбованців. Будівля налічує 486 номерів, 250 машиномісць на двох стоянках, і може одночасно комфортно розмістити 988 людей. Навіть насьогодні будинок офіційно лишається одним із найвищих готелів України.
Але найвищим готелем УРСР мав стати «Парус» у Дніпрі, за проєктом він мав мати 32 поверхи і 114 метрів заввишки. Готель на 996 місць мав стати новим символом міста й Півдня СРСР. Але починаючи з 1987 року темпи спорудження почали меншати, а з 1995 їх зовсім припинили. Сьогодні власником довгобудови є ПП «Ромбус-Приват», що зобов'язане завершити будівництво до 2015 року.

### Радянські хмарочоси (1969—1991)

«Будинок Торгівлі», збудований в 1981 (фото 2009)

Будинок Обчислювального центру Аерофлоту у Києві до реставрації (1980-ті)

У радянські часи будівництво хмарочосів в УРСР заборонялося, але будівлі 20—32 поверхів одиницями з'являлися в найбільших містах країни. В 1970—1980-ті роки Київ дозволяють масово забудувати житловими будинками до 22 поверхів.
Першу житлову 16-поверхівку в Українській Радянській Республіці почали будувати в 1965 році на розі вулиць Жилянської і Великої Васильківської у Києві (висота 48 метрів, кількість квартир 60). Через чотири роки, в 1969, будинок-рекордсмен прийняв перших мешканців. Відтоді місто регулярно нарощувало поверховість.
1971 року на вулиці Богдана Хмельницького, 39 з'явився перший 18-поверховий житловий будинок (54 метри, 148 квартир).
1975 року завершили будівництво київського Будинку ДАТУ — 19-поверхового хмарочоса, що у свій час був одним з найвищих в УРСР (поступався у висоті лише готелю «Києву»).
Перший харківський житловий хмарочос збудували 1979 року — це був житловий комплекс на вулиці Познанській, 2 (24 пов; 69,5 метрів).
Окрім Києва й Харкова, містом хмарочосів став Дніпро. Павло Рафаілович Ніринберг і група архітекторів інституту «Дніпрогромадпроєкт» розробила проєкт 31-поверхового житлового комплексу.
12 червня 1975 року розпочали будівництво перших дніпровських хмарочосів — житлових будинків на Перемозі, в народі — «Свічок» (31 поверх; 101 метр). Вже у 1979 році одна «свічка» була завершена і заповнювалася першими жителями. Цей хмарочос був не тільки найбільш-поверховим з усіх, але й став найвищим хмарочосом України. В 1983 році виросла ще одна така будівля, але на два поверхи менша, а запроєктована третя свічка так і не була реалізована, заклали лише фундамент.
Також в українській столиці та інших великих містах будувались і офісні багатоповерхівки. З 1968 по 1981 рік тривало будівництво Будинку Торгівлі в Києві (97,5 м; 25 поверхів). Деякий час хмарочос тримав перше місце, як найвищий будинок Києва. Зараз в споруді розміщена Державна податкова адміністрація України. Також у 1981 році в Києві збудували 20-поверховий офісний центр — сьогодні Будинок Міністерства праці й соціальних відносин (70 метрів).
З 1974 року в Києві почалося будівництво 106-метрового хмарочоса — Обчислювального центру «Аерофлоту» (сьогодні Міністерство інфраструктури України). В 1986 році будівництво завершилось і будівля почала використовуватись. Це була перша будівля столиці, висотою понад 100 м. У 2003 році хмарочос реконструювали, надали йому сучасного вигляду.
У 1989 році і в Севастополі з'явився свій хмарочос — Будинок бюро «Мусон» (14 поверхів; ~70 м), будівля мала форму відомого в той час флакону чоловічого одеколону, через що і отримала таку назву. Будинок досі лишається найвищим в місті.
У цьому ж році відкрилася дивовижна будівля — 27-поверхова Бібліотека імені Вернадського, одна з 10 найбільших бібліотек у світі. Висота «бібліотеки-хмарочоса» сягає 79 метрів.
Останнім українським хмарочосом збудованим до незалежності можна вважати 23-поверхівку на площі Дружби Народів 2-а (в народі кличуть «Ромашкою»), збудовану в 1990 році, заввишки 92 метри. Архітекторами будівлі були Л. Коломієць, В. Кацин і В. Морозов.
Всього, за 1970-ті роки в УРСР було збудовано понад 730 будинків 16 поверхів і вище, а за 1980-ті 2200 будинків 16 поверхів і 450 хмарочосів понад 16 поверхів.

## Сучасні хмарочоси України (з 1991)
Першим хмарочосом, що з'явився за часів вже незалежної України став 97-метровий Будинок Національної телекомпанії України у Києві, що будувався з 1983—1992 роки. Сьогодні в ньому працюють три телеканали: «1+1», «УТ-1» і «ТРК Україна».
Також в 1990-ті роки в країні масово будували будинки 14—24 поверхів, найвищі з них — київські 24-поверхівки на вулиці Героїв Сталінграда 16-Б і В, заввишки майже 90 метрів (збудовані 1994 року).
Статус найвищої (385 метрів) споруди в України та єдиної з металевим конструктивом вже 46 років утримує Київська телевежа. Найвищим станом на березень 2020 на сьогодні в Києві та в Україні хмарочос по вулиці Кловській, 7а (162,6 м). Понад усе було прийнято в експлуатацію висоток у 2008 році — у Києві БЦ «Парус» (136 м), ЖК «Срибнокільська» (128 м), в Одесі — Ark Palace I (108 м). У 2012 карта висоток поповнилась двома об'єктами — Gulliver (141,2 м) та 101 Tower (116,1 м), у 2013 — PecherSky (105,3 м).
ТОП-5 найвищих будівель України що введено в експлуатацію:
- Житлові комплекси Корона, Корона 2 та Покровський Посад Висота комплексів — майже 130 метрів. ЖК Корона — це один з перших хмарочосів в столиці на 530 квартир, побудований у Дарницькому районі на вулиці Княжий Затон. Будувалася Корона три роки. Офіційне відкриття відбулося 6 жовтня 2006 року. ЖК Корона 2 розташований теж у Дарницькому районі на Срібнокільській, 1. Для його будівництва знадобилося три роки — будівництво завершилося у 2008-му. Верхівки обох комплексів увінчали конструкції, що нагадують корону. Житловий комплекс Покровський Посад знаходиться на Глибочицькій у Шевченківському районі Києва. Він представлений трьома будинками у вигляді веж, які нараховують від 18 до 24 поверхів. ЖК розрахований на 408 квартир, забудовником передбачений підземний і гостьовий паркінги, розраховані на 365 автомобілів. Територія комплексу закрита для сторонніх. Покровський Посад здали в експлуатацію у листопаді 2013 року.

- ЖК Jack House 39-поверховий хмарочос Jack House почали будувати у 2012 році на бульварі Лесі Українки в Києві. Повністю завершили будівництво та ввели комплекс в експлуатацію у 2018 році. 6 поверхів висотки — це стилобат, в якому обладнаний паркінг на 238 авто. На самому верху розташовується лаунж-зона, ресторан і фітнес-клуб.
- ТОК «Парус» 33-поверховий бізнес-центр був найвищою будівлею у Києві до 2010 року. Згідно з офіційними даними його висота — 150 метрів (без урахування шпиля — 133,5 м). Будівництво почалося у 2004 році, завершилося у 2007-му. Загальна корисна площа будівлі — 75 000 квадратних метрів. Під ним розташовується 4-х рівневий паркінг на 300 авто і велостоянка.
- Бізнес-центр «Гулівер» Офісний і діловий центр на Спортивній площі в Києві побудували висотою 160 метрів (без урахування шпиля — 141,2 метра). Він складається з 35 поверхів. Будувався з 2003-го по 2012 роки. Спочатку проєкт мав назву діловий центр «Continental», але в 2011-му його перейменували у" Gulliver ". Це багатофункціональний торгово-розважальний центр із загальною площею понад 150 000 квадратних метрів, він розділений на два блоки.
- ЖК Кловський Житловий комплекс Кловський — офіційно найвищий будинок в Україні (висота 168 метрів). Його почали зводити у 2008, будівництво завершилося у 2012 році. Це двосекційний хмарочос, що складається з 47-поверхового житлового будинку і 18-поверхового офісного центру.[40]

### Київ
Київ — столиця українських хмарочосів, лише за останні 10 років було збудовано понад двісті будинків 20—49 поверхів.
У місті гарно розвинуте як житлове, так і офісне хмарочособудівництво. Офісні багатоповерхівки почали з'являтися в Києві з початку XXI століття. На їх будівництво витрачають більш як $100 000 000 і декілька років будівельних робіт.
Житлові хмарочоси будують у спеціальних «спальних районах» (хоча зараз висотки почали зводити і в історичних місцевостях міста), найбільше їх зосереджено в районі Позняки. Там знаходяться такі відомі будівлі як: ЖК «Корона № 2» і ЖК «Корона», які мають по 38 поверхів і 128 метрів заввишки. На будівництво таких будинків витрачають близько $40 000 000.
Крім офісних і житлових хмарочосів, в місті також будують і високі адмінбудівлі, наприклад в 2006 році закінчилось будівництво найвідомішої довгобудови — Київського апеляційного суду, будівництво тривало 28 років, недобудований хмарочос за цей час приймали на баланс 9 різних організацій. Звершений хмарочос має 127 метрів заввишки.
Також у місті будують і сучасні готелі-хмарочоси, в 2014 був відкритий БФК «H-Tower», який став наразі найвищим готелем в Україні.
З великим відривом Київ випереджає інші українські міста за кількістю будинків які мають 20 або більше поверхів, їх кількість перевищує 400, і ця цифра зростає.

Будівництво 48-поверхового ЖК Кловський узвіз,7 в Києві

### Дніпро
Сучасна історія Дніпровського хмарочособудівництва розпочалась в 1999 році, коли почали закладати 30-поверхові «Башти» заввишки 123 метри.
Архітектори Олександр Дольник, Сергій Пісчаний і Валентин Богманов зробили хмарочоси настільки привабливими, що двічі отримали архітектурні премії. Будівництво «західної башти» завершилось в 2003 році, «східної» — в 2005 році. «Башти» лишаються найвищими будинками в Дніпрі і візитівкою міста.
Крім башт в Дніпрі збудували такі сучасні хмарочоси як:
- ЖК «Летуаль» — 21-поверховий хмарочос, заввишки 79,6 метра, який немає аналогів своєї архітектури в Україні.[46]
- БФК «Міст-Сіті Центр» — елітний багатофункційний комплекс хмарочосів, в якому знаходиться: 25-поверховий житловий комплекс, 20-поверховий бізнес-центр і 3-рівневий ТРК. Споруда є символом сучасності та яскравості міста (висота хмарочоса 97,5 м).[47]
- ЖК «Славія» — комплекс житлових будинків, що складається з 16 і 22 поверхових будівель, висота вищого будинку — 89 метрів. Загальна площа будівлі становить 21276,3 м².

В 2014 році мало розпочатись масштабне будівництво Багатофункціонального комплексу БФК «Брама». До комплексу входять: безпосередньо хмарочос «Брама», 18-поверховий торгово-діловий центр «Перехрестя», торговий центр «Платформа», п'ятиповерховий «Зигзаг» і триповерховий «Клин», відданий під величезний комплекс живлення.
Головну частину комплексу, 54-поверховий хмарочос «Брама» планували почати будувати після зведення БЦ «Перехрестя», після 2014 року будівництво було заморожене на невизначений термін.

### Донецьк

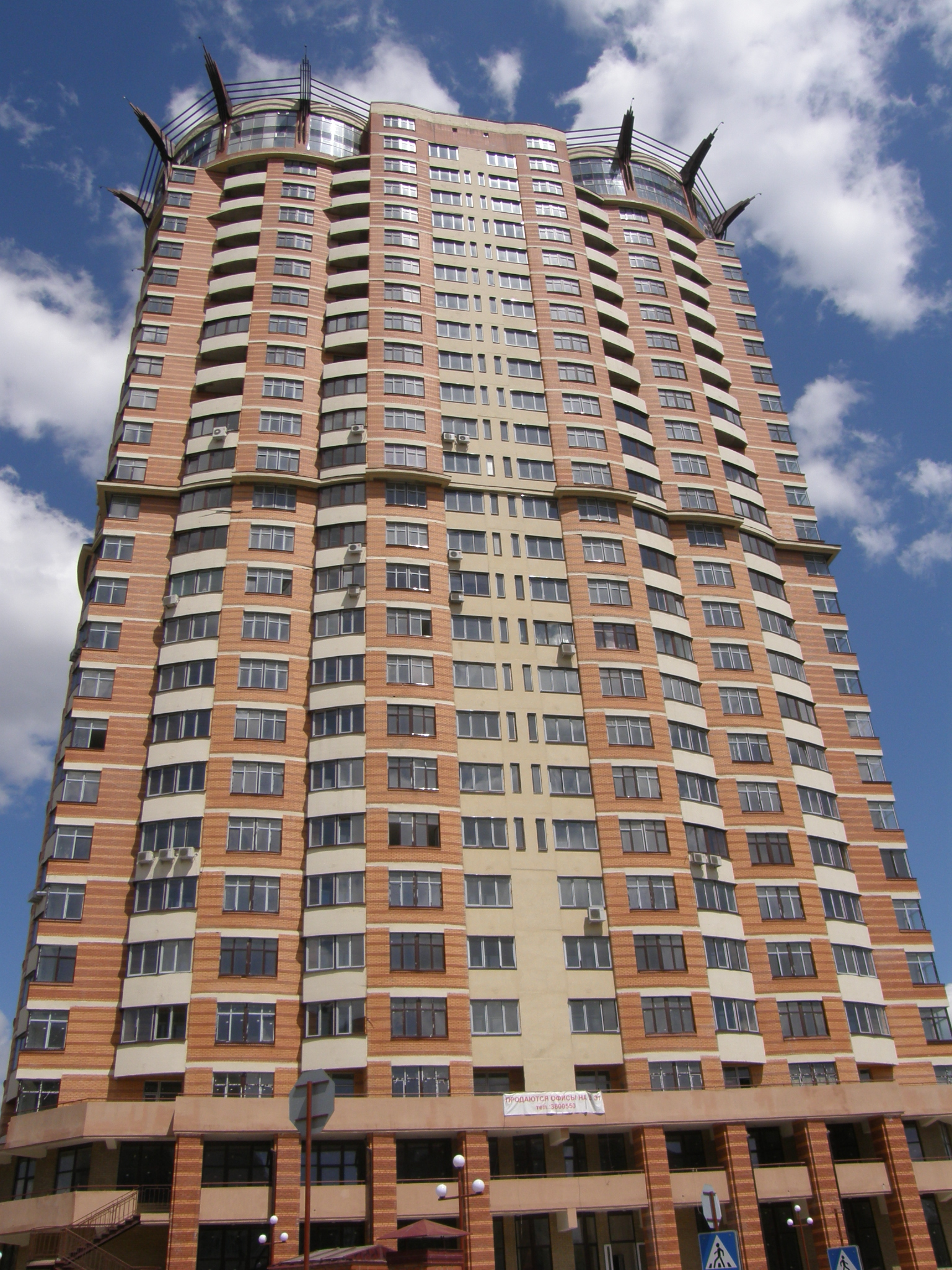
«Королівська вежа»

У Донецьку першим хмарочосом, що перетнув відмітку в 100 метрів став збудований в 2008 році, 103,4-метровий житловий будинок на Проспекті Ілліча 19з, будівля лишається однією з найвищих в місті та прикрашає відомий проспект.
Вже в 2008 році відкрилась відома «Королівська вежа» — 29-поверховий, 112-метровий хмарочос є найвищою будівлею міста.
З того часу в Донецьку спорудили декілька хмарочосів і почав вимальовуватись скайлайн хмарочосів. Найновіші з них: Офісний центр «Конгресс-холл» і Торгово-офісний центр «Green Plaza», 23-поверховий Готельний комплекс «Вікторія», 26-поверховий Житловий комплекс «Панорамний» і 110-метровий Бізнес-центр «Північний».
Загалом з середини 2000-х років в місті збудовано понад 20 будівель, що мають 20 і більше поверхів.

### Харків
З початку 2000-х років хмарочоси вищі 20 поверхів почали будувати і у Харкові, в основному це були будинки житлового типу, зокрема житлові комплекси Олімп, Піонер, Світлий Будинок тощо.
Першим сучасним хмарочосом Харкова став «Олімп» — 26-поверховий житловий будинок, який був збудований в 2005 році. Він налічує 94 квартири і має 80 метрів заввишки.
Надалі в місті з'являлося все більше хмарочосів, лише за 2004—2009 роки збудували: 25-поверховий «Мир», 22-поверховий «Тріумф», 25-поверховий «Піонер», 25-поверховий «Парус» і 27-поверховий «Світлий дім», що з висотою 97 метрів є найвищим хмарочосом міста.
У 2009 році відкрився комплекс одразу з двох будівель: 25-поверхових башт «Ультра», будівля є одним з найпрестижніших житлових комплексів України.
В кінці 2010 року був збудований комплекс з трьох 27-поверхових веж — ЖК «Монте-Плаза», який височіє на 95 метрів. Комплекс є наймасштабнішим, та одним з найвищих у Харкові.
Нереалізованим лишився масштабний проєкт-будівництво 39-поверхового комплексу БФК «Європа»

### Одеса

Арк Палас — найвищий хмарочос Одеси

Історія Одеських хмарочосів почалась в 2000-х роках, коли в місті почали масово будувати багатоповерхівки житлового і офісного типу. Першим хмарочосом, що перетнув висотну відмітку у 100 метрів став 25-поверховий ЖК «Кукурудза» (101 метр). Наразі найвищим будинком міста є 25-поверховий, 106-метровий ЖК «Арк Палас № 1», що був збудований в 2008 році.
У 2020 році Одеса стала 3-м українським містом, яке може похизуватися 30-поверхівкою: було зведено 31-поверховий житловий комплекс «Олімпійський».
На цю мить в Одесі понад сто будівель мають більше, ніж 20 поверхів. Ще кілька десятків будинків перебувають в процесі будівництва.

### Інші міста
Будинки вищі 20 поверхів наразі будують також у Броварах, Чорноморську, Маріуполі, Вишгороді, Кропивницькому, Миколаєві, Черкасах, Трускавцю, і Львові в цих містах існують такі відомі хмарочоси як: 25-поверховий ЖК на вул. Карла Маркса, 21-поверховий ЖК «Купава», 20-поверховий ЖК на вул. Героїв Сталінграда і 26-поверховий «Ольжин Град» у Вишгороді.
У 2017 році почалось будівництво перших будівель, що мають понад 20 поверхів у Львові та Хмельницькому. Декілька таких будівель планується звести до 2020-го року. Також існують проєкти та концепції на подальші роки, передбачається будівництво 30-поверхових (та вище) будівель.
У Кропивницькому залишається недобудованою 20-поверхова вежа. Наразі подальша доля будівлі невідома.
Багато 14—19-поверхових висоток збудували та продовжують активно зводити у багатьох інших обласних центрах та великих містах України.
Дивись також: Черкаські висотки

## Хмарочоси майбутнього
У далеких планах є забудова надвисокими хмарочосами Києва, Дніпра, Донецька і Харкова та інших великих міст України.
У 2007—2015 рр. в Києві велось спорудження 214-метрового БФК «Sky towers», який має стати першою будівлею в Україні, що перетнула позначку в 200 метрів. З 2015 року будівництво призупинене.
У планах залишились проєкти: 53-поверхові башти «Victory Towers» (зараз там будується 36-поверховий ЖК «Manhattan City»), 45-поверховий комплекс у Протасовому Яру, 60-поверховий центр «Кадетський Гай» у Києві, 54-поверховий БФК «Брама» у Дніпрі.
Також залишається в нереалізованому вигляді проєкт масштабного бізнес-центру «Київ-Сіті» на Рибальському острові, де могли б височіти хмарочоси заввишки 200—300 метрів, зараз там будується ЖК «Rybalsky». Проєкт був перенесений на територію 11-го мікрорайону масиву Позняки-Західні і заморожений на стадії проєктування.
У Сімферополі непідконтрольна Україні влада пообіцяла збудувати діловий центр з хмарочосами до 165 метрів. Однак станом на 2019 рік будівництво не розпочато.

### Довгобудови

Дніпровські Вежі

Проблемою хмарочособудівництва є «замороження» проєктів (зупинення будівництва через недостатнє фінансування), багато українських багатоповерхівок стоїть у незавершеному вигляді, великого розмаху ця проблема набула під час економічної кризи 2008—2009 років.
Недобудованими залишились такі відомі хмарочоси як:
- Дніпровські Вежі — комплекс із шести 35-поверхових веж, заввишки 110 метрів в Києві. Будівництво хмарочосів триває з 2000 року.

- БЦ Міракс-Плаза — 46-поверховий, 192-метровий хмарочос в Києві. Будівництво триває з 2006 року. З 2016 р. будівництво відновлене, але зараз там будується 28-поверховий ЖК «Mirax».

- БФК «Конгресс-холл» — 27-поверховий, 106-метровий хмарочос в Донецьку. Будівництво триває з 2006 року.

## Найвищі будинки України
| №  | Назва                                 | Висота  | К-кість поверхів | Роки побудови | Місто  |
| -- | ------------------------------------- | ------- | ---------------- | ------------- | ------ |
| 1  | ЖК на Кловському узвозі, 7            | 168 м   | 47               | 2008—2012     | Київ   |
| 2  | БФК «Gulliver»                        | 160,1 м | 35               | 2003—2013     | Київ   |
| 3  | БЦ «Парус»                            | 149,6 м | 33               | 2004—2007     | Київ   |
| 4  | ЖК «Jack House»                       | 141 м   | 39               | 2012—2018     | Київ   |
| 5  | ЖК «Taryan Towers»                    | 140 м   | 35               | 2016—2023     | Київ   |
| 6  | ЖК "Manhattan City"                   | ~130 м  | 40               | 2016—2021     | Київ   |
| 7  | ЖК «Покровський Посад»                | ~130 м  | 29               | 2005—2015     | Київ   |
| 8  | Вулиця Срібнокільська, 1              | 128 м   | 38               | 2006—2008     | Київ   |
| 9  | ЖК «Корона»                           | 128 м   | 38               | 2004—2007     | Київ   |
| 10 | Будинок апеляційного суду міста Києва | 127 м   | 27               | 1978—2006     | Київ   |
| 11 | ЖК «Башти»                            | 126 м   | 30               | 1999—2005     | Дніпро |
| 12 | Міністерство інфраструктури           | 120 м   | 28               | 1974—1986     | Київ   |

## Історія найвищих будинків України

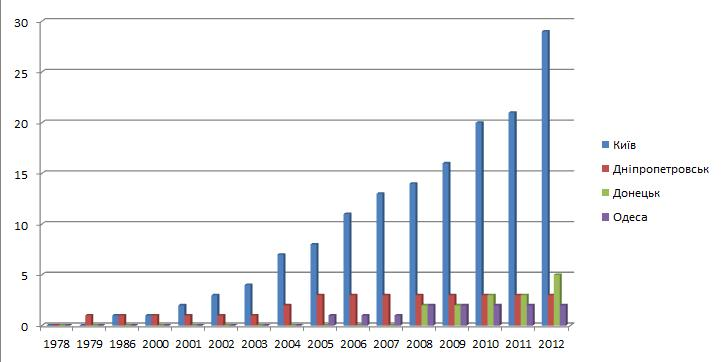
Діаграма чисельності хмарочосів вищих 100 метрів в Україні на 2012 рік

| Назва                       | Висота  | К-кість поверхів | Роки побудови | Місто  | Статус                      |
| --------------------------- | ------- | ---------------- | ------------- | ------ | --------------------------- |
| Київський Париж             | 46 м    | 7                | 1900—1901     | Київ   | Реконструйовано в 1950 році |
| Хмарочос Гінзбурга          | 67,5 м  | 12               | 1910—1912     | Київ   | Зруйновано в 1941 році      |
| Держпром                    | 68 м    | 13               | 1925—1928     | Харків | Існує                       |
| Дім Проєктів                | 68,5 м  | 14               | 1930—1932     | Харків | Реконструйовано в 1963 році |
| Висотка на Хрещатику, 25    | 85 м    | 15               | 1953—1954     | Київ   | Існує                       |
| Висотка на пр. Героїв, 1    | 101 м   | 31               | 1975—1979     | Дніпро | Існує                       |
| Міністерство інфраструктури | 120 м   | 28               | 1974—1986     | Київ   | Реконструйовано в 2003 році |
| ЖК Башти                    | 126 м   | 30               | 1999—2005     | Дніпро | Існує                       |
| Будинок Апеляційного Суду   | 127 м   | 27               | 1978—2006     | Київ   | Існує                       |
| БЦ «Парус»                  | 149,6 м | 33               | 2004—2007     | Київ   | Існує                       |
| БФК «Gulliver»              | 160,1 м | 35               | 2003—2012     | Київ   | Існує                       |
| ЖК на Кловському узвозі, 7  | 168 м   | 48               | 2008—2013     | Київ   | Існує                       |

## Міста України за поверховістю найвищих хмарочосів
| 40 поверхів і вище | від 30 до 40 поверхів | від 25 до 30 поверхів | від 20 до 25 поверхів |
| ------------------ | --------------------- | --------------------- | --------------------- |
| Київ               | Дніпро                | Донецьк               | Черкаси               |
|                    | Одеса                 | Харків                | Сімферополь           |
|                    |                       | Вишгород              | Трускавець            |
|                    |                       | Бровари               | Чернігів              |
|                    |                       | Чорноморськ           | Кропивницький         |
|                    |                       |                       | Львів                 |

## Українські хмарочоси в культурі і мистецтві

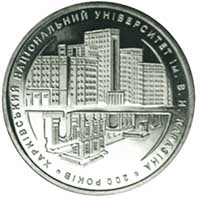
Дім Проєктів на ювілейній монеті

Вперше український хмарочос розрекламовувався як архітектурна цінність у 1912 році, це був Хмарочос Гінзбурга, який величався «гігантом» у туристичному довіднику «Супутник по місту Київ».
Пізніше, в 1929 році хмарочос обрали для знімання експериментального кінофільму «Людина з кіноапаратом».
В 1930-х роках ще більшої слави добився харківський Держпром. 63-метровий хмарочос з'явився в радянському фільмі Дзиґи Вертова «Три пісні про Леніна» як символ сучасності. Далі будівлю використовували в патріотичних комуністичних відео. Основний наголос у цих відеострічках робили на рекордну для тогочасного СРСР поверховість будинку.
Крім знімання на у кіно, Держпром описували в багатьох віршах і творах відомих українських та закордонних письменників.
До схожого патріотичного кліпу про Київ 1983 року потрапили Будинок Торгівлі і Готель «Київ».
Також українські хмарочоси помічають на туристичних картах, де вони зображуються на рівні з історичними пам'ятками.
З 2007 року користується великою популярністю БЦ «Парус», хмарочос знявся в багатьох рекламах, музичних кліпах, серіалах, телевізійних програмах і українському фільмі Олександра Кірієнка Ілюзія страху, а також у промо-роликах України до Євро 2012.
Деякі історичні хмарочоси (Держпром і Дім Проєктів) друкувалися на поштових марках, і карбувалися на ювілейних монетах та жетонах.
З 2004 року українські хмарочоси представлені на SkyscraperCity і SkyscraperPage — сайтах присвячених хмарочосам з усього світу.

## Галерея

Вид на Парус і Гулівер
38-ми поверховий житловий комплекс «Корона»38-ми поверховий житловий комплекс «Корона»
Срібний бриз
Київські житлові хмарочоси